# Tethina pallipes
Tethina pallipes is een vliegensoort uit de familie van de Canacidae. De wetenschappelijke naam van de soort is voor het eerst geldig gepubliceerd in 1865 door Loew.